# Fujiwara no Yoshitaka
Fujiwara no Yoshitaka (藤原義孝?   954-8 de noviembre de 974) fue un poeta y cortesano que vivió a mediados de la era Heian. Su padre fue Fujiwara no Koretada y su madre fue Keishi Joō (nieta del Emperador Daigo). Tuvo tres hijos de los cuales sobresale Fujiwara no Yukinari. Su nombre forma parte de las listas antológicas Chūko Sanjūrokkasen y del Ogura Hyakunin Isshu.

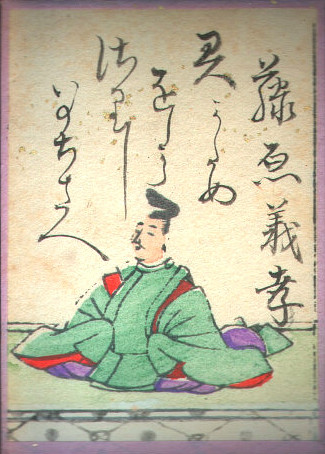
Fujiwara no Yoshitaka, en el Ogura Hyakunin Isshu.

A la edad de 20 años contrae la viruela y fallece poco después. Se cree que se suicidó debido a que la enfermedad le había causado cicatrices en su cara que era considerada como hermosa. Existe una leyenda en donde él se convirtió en un fantasma vengativo (Onryō).
Algunos de sus poemas waka fueron incluidos en la antología imperial Goshūi Wakashū. Realizó una compilación personal de sus poemas en el Yoshitaka-shū (義孝集?).